# المعهد اليهودي للأمن القومي الأمريكي
المعهد اليهودي للأمن القومي الأمريكي (بالإنجليزية: Jewish Institute for National Security of America) هو مركز أبحاث موالي لإسرائيل غير ربحي مقره في واشنطن العاصمة.

## دوره
ويعتبر الأكثر فعالية من بين منظمات اللوبي الإسرائيلي فيما يتعلق بالعلاقات العسكرية الإسرائيلية الأمريكية.

## مهمته
تأسس في 1976 بهدف البحث في قضايا الأمن القومي.
ويتخذ الشعار «تأمين أمريكا وتقوية إسرائيل». ويعمل على تعزيز التعاون الأمني الأمريكي مع إسرائيل. وكذلك توعية أجهزة الأمن والدفاع الأمريكية بدور إسرئيل في تأمين المصالح الغربية في الشرق الأوسط والبحر المتوسط.
ونشر الوعي بين الشعب الأمريكي وكذلك المجتمع اليهودي بأهمية أن تكون قوة أمريكا الدفاعية قوية.

## أعضاء بارزين
ويضم المجلس الاستشاري للمهد أعضاء سابقين في مجلس الشيوخ الأمريكي أمثال جو ليبرمان ورودي بوشويتز والجنرال جيمس تي كونواي. كما انضم إليه شخصيات شهيرة مثل ديك تشيني نائب الرئيس الأمريكي جورج بوش، وكذلك جون بولتون الذي كان الممثل السابق للولايات المتحدة لدى الأمم المتحدة، ودوغلاس فيث وكيل وزارة الدفاع السابق للشؤون السياسية.

## أشهر توصياته
من أشهر توصيات المعهد هو دعوته للإدارة الأمريكية بإعادة تقييم العلاقات الدفاعية مع مصر والمملكة العربية السعودية ودول الخليج العربي. وكذلك الدعوة إلى دعم برامج مكافحة انتشار أسلحة الدمار الشامل، وأنظمة الدفاع الصاروخي الباليستي الإقليمي في كافة أرجاء العالم.